# Triphora
Triphora – rodzaj roślin z rodziny storczykowatych (Orchidaceae). Obejmuje 24 gatunków będących naziemnymi roślinami występującymi głównie w runie lasów wilgotnych i górskich. Występują na wysokościach od poziomu morza do 3000 m n.p.m. Rośliny rosną w miejscach ocienionych, na bardzo żyznych, próchnicznych i dobrze przewietrzonych glebach. Zasięg tego rodzaju obejmuje rozległe tereny Ameryki Północnej oraz Południowej. Rośliny występują w kanadyjskiej prowincji Ontario, we wschodnich i centralnych stanach USA, w Meksyku, Kostaryce, Hondurasie, Panamie, Gujanie, Gujanie Francuskiej, Surinamie, Wenezueli, Kolumbii, Ekwadorze, Argentynie, Brazylii oraz na wyspach Karaibów (Haiti, Kuba, Bahamy, Dominika, Jamajka, Portoryko, Trynidad i Tobago).

## Morfologia
PokrójRośliny o niewielkich rozmiarach, łatwe do przeoczenia. Mają grube bulwy i kłącza, czasami z małymi bulwkami, korzeni u niektórych gatunków brak. Rośliny mają najczęściej jeden lub dwa dość grube, sukulentowate pędy nadziemne.
LiścieZielonkawo fioletowe, skrętoległe, często zredukowane, owalne do sercowatych, skręcone, czasem składane. Blaszka liściowa całobrzega, rzadko delikatnie piłkowana.
KwiatyZebrane w kwiatostan groniasty lub wiechowaty, szczytowy lub boczny. Kwiaty odwrócone lub nie. Listki obu okółków okwiatu podobne do siebie, lancetowate do podługowatych, białe lub różowe. Warżka z paznokciem, trójklapowa, zaopatrzona w trzy wyraźne żeberka w kolorze żółtym lub różowym. Prętosłup biały lub jasnozielony, dwie pyłkowiny.

## Systematyka
Rodzaj sklasyfikowany do podplemienia Triphorinae w plemieniu Triphoreae, podrodzina epidendronowe (Epidendroideae), rodzina storczykowate (Orchidaceae), rząd szparagowce (Asparagales) w obrębie roślin jednoliściennych.
Wykaz gatunków
- Triphora amazonica Schltr.
- Triphora carnosula (Rchb.f.) Schltr.
- Triphora craigheadii Luer
- Triphora debilis (Schltr.) Schltr.
- Triphora duckei Schltr.
- Triphora foldatsii Carnevali
- Triphora galeanoi Szlach., Baranow & Mytnik
- Triphora gentianoides (Sw.) Nutt. ex Ames & Schltr.
- Triphora giraldoi Szlach. & Kolan.
- Triphora hassleriana (Cogn. ex Chodat & Hassl.) Schltr.
- Triphora heringeri Pabst
- Triphora miserrima (Cogn.) Acuña
- Triphora nitida (Schltr.) Schltr.
- Triphora pinensis Soto Calvo, Esperon & Sauleda
- Triphora pusilla (Rchb.f. & Warm.) Schltr.
- Triphora pygmea Szlach. & Kolan.
- Triphora ravenii (L.O.Williams) Garay
- Triphora santamariensis Portalet
- Triphora surinamensis (Lindl.) Britton
- Triphora trianthophoros (Sw.) Rydb.
- Triphora uniflora A.W.C.Ferreira, Baptista & Pansarin
- Triphora vichadaensis Szlach., Baranow & Mytnik
- Triphora wagneri Schltr.
- Triphora yucatanensis Ames